# Europaparlamentsvalet i Tyskland 2009
Europaparlamentsvalet i Tyskland 2009 ägde rum söndagen den 7 juni 2009. Drygt 62 miljoner personer var röstberättigade i valet om de 99 mandat som Tyskland hade tilldelats innan valet. I valet tillämpade landet ett valsystem med partilistor, Hare-Niemeyers metod och en spärr på 5 procent för småpartier. Tyskland var inte uppdelat i några valkretsar, utan fungerade som en enda valkrets i valet. Däremot var det möjligt för politiska partier att endast ställa upp i en eller några av delstaterna. Till exempel ställde CSU endast upp i delstaten Bayern, där systerpartiet CDU samtidigt avstod från att ställa upp.
Valet blev ett bakslag för det största partiet, kristdemokratiska CDU, som tappade sex av sina mandat. Tillsammans med CSU behöll dock de kristdemokratiska partierna sitt övertag gentemot de andra partierna. Även socialdemokraterna backade något, medan Allians 90/De gröna och vänsterpartiet Die Linke gick något framåt och erhöll ytterligare varsitt mandat.
Valets stora vinnare var dock det liberala partiet FDP som ökade med 4,90 procentenheter och erhöll tolv mandat, fem fler än i valet 2004. Inga andra partier lyckades komma över femprocentsspärren.
Valdeltagandet hamnade på 43,27 procent, en svag ökning från valet 2004. Det blev således första gången sedan Europaparlamentsvalet 1989 som valdeltagandet ökade i Tyskland jämfört med föregående val. Dock var valdeltagandet fortfarande lågt, i synnerhet jämfört med valdeltagandet på över 70 procent i de federala valen senare under 2009. I de västra delarna av Tyskland var valdeltagandet högre än i de östra.

## Valresultat
|                                                                                                |         |  |            |        |
|                                                                                                | Andel   |  | Antal      | Mandat |
| CDU                                                                                            | 30,65 % |  | 8 071 391  | 34     |
| CDU                                                                                            | –5,86 % |  | –1 341 606 | –6     |
| Socialdemokraterna                                                                             | 20,78 % |  | 5 472 566  | 23     |
| Socialdemokraterna                                                                             | –0,74 % |  | –75 405    | ±0     |
| Allians 90/De gröna                                                                            | 12,13 % |  | 3 194 509  | 14     |
| Allians 90/De gröna                                                                            | +0,19 % |  | +114 781   | +1     |
| FDP                                                                                            | 10,97 % |  | 2 888 084  | 12     |
| FDP                                                                                            | +4,90 % |  | +1 322 653 | +5     |
| Die Linke                                                                                      | 7,48 %  |  | 1 969 239  | 8      |
| Die Linke                                                                                      | +1,36 % |  | +390 130   | +1     |
| CSU                                                                                            | 7,20 %  |  | 1 896 762  | 8      |
| CSU                                                                                            | –0,80 % |  | –167 138   | –1     |
| Övriga partier och kandidater                                                                  | 10,79 % |  | 2 840 893  | 0      |
| Övriga partier och kandidater                                                                  | +0,96 % |  | +306 351   | ±0     |
| Ogiltiga och blanka röster                                                                     | 2,19 %  |  | 590 170    | 0      |
| Ogiltiga och blanka röster                                                                     | –0,60 % |  | –149 256   | ±0     |
| Valdeltagande                                                                                  | 43,27 % |  | 26 923 614 | 99     |
| Valdeltagande                                                                                  | +0,27 % |  | +400 510   | ±0     |
| Antal röstberättigade 62 222 873 42 EPP 23 S&D 12 ALDE 14 G/EFA 00 ECR 08 GUE/NGL 00 EFD 00 NI |         |  |            |        |